# Памирски езици
Памирските езици са подгрупа на източноиранските езици, разпространени сред много народи в Памир, основно в провинция Бадакшан (Афганистан) и Горнобадахшанска автономна област (Таджикистан).
Памирски езици са: бартангски, вахански, ишкашимски, йъдгайски, шугнано-рушански.